# Woodville, Mississippi
Woodville är administrativ huvudort i Wilkinson County i Mississippi. Vid 2010 års folkräkning hade Woodville 1 096 invånare.